# Pierre Marie Frédéric Fallières
Pierre Marie Frédéric Fallières, né le 9 avril 1834 à Mézin (Lot-et-Garonne) et mort le 11 mai 1906 à Saint-Brieuc (Côtes-du-Nord), est un prélat français qui fut évêque de Saint-Brieuc et Tréguier de 1889 à 1906.

## Biographie
Fils de Jean Fallières, vétérinaire âgé de 27 ans, et de Catherine Zénobie Cappe, son épouse, âgée de 24 ans, Pierre Fallières est le cousin germain d'Armand Fallières qui sera président de la République française de 1906 à 1913.
Élève au petit séminaire de Pons en Charente-Maritime puis au grand séminaire de La Rochelle, bachelier en théologie, Pierre Fallières est ordonné prêtre pour le diocèse d'Amiens le 7 septembre 1856, ayant suivi l'abbé Boudinet, ancien supérieur de l'institution Notre-Dame de Pons à l'occasion de sa nomination à l'évêché picard. Secrétaire particulier de ce dernier puis chanoine honoraire de la cathédrale Notre-Dame d'Amiens, il est nommé vicaire général d'Amiens dès 1858. Il participe au concile de Vatican I et reste dans le diocèse d'Amiens jusqu'en 1883, suivant Aimé-Victor-François Guilbert lors de sa promotion au siège archiépiscopal de Bordeaux. Vicaire général de l'archidiocèse de Bordeaux à compter de 1884, il est nommé évêque de Saint-Brieuc et Tréguier le 28 août 1889, préconisé le 30 décembre suivant et sacré en la chapelle de l'institution Notre-Dame de Pons le 23 février 1890 par Pierre-Marie-Etienne-Gustave Ardin, évêque de La Rochelle.
Outre l'ouverture de nombreuses écoles confessionnelles, la reconstruction du petit séminaire de Tréguier, ses diocésains lui doivent, poursuivant en cela l’œuvre de Eugène-Ange-Marie Bouché, la revivification du culte de saint Yves dont il préside la bénédiction du cénotaphe en la cathédrale Saint-Tugdual de Tréguier. Il est l'artisan de la construction du calvaire de réparation de Tréguier, béni en 1904. Enfin, il encourage le culte marial dans son diocèse, obtenant que les sanctuaires de Notre-Dame-de-Bon-Secours de Guingamp et Notre-Dame-d'Espérance de Saint-Brieuc soient promus basiliques mineures, ainsi que le couronnement du buste de Notre-Dame-du-Roncier de Rostrenen.

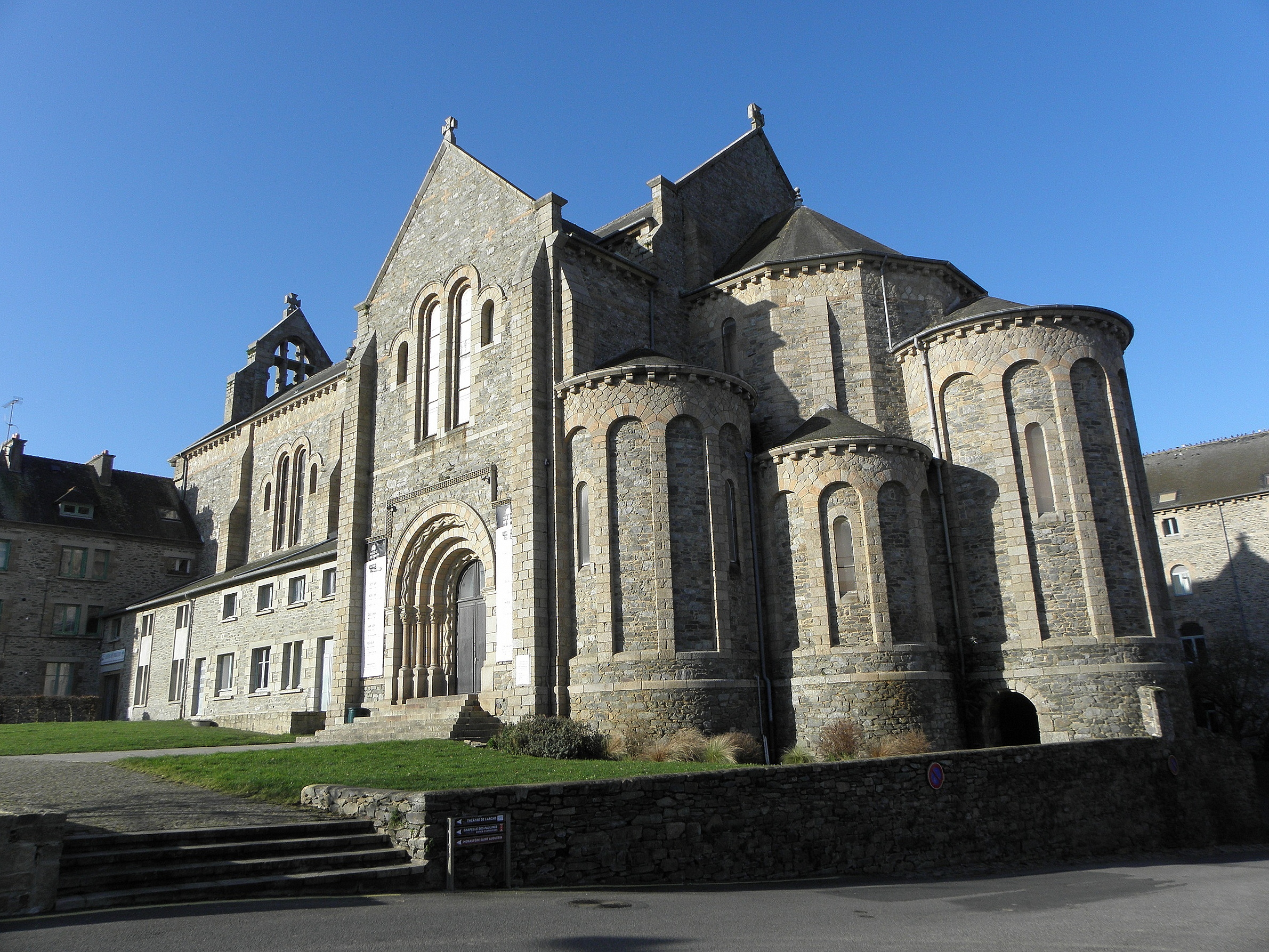
La chapelle du petit séminaire de Tréguier.
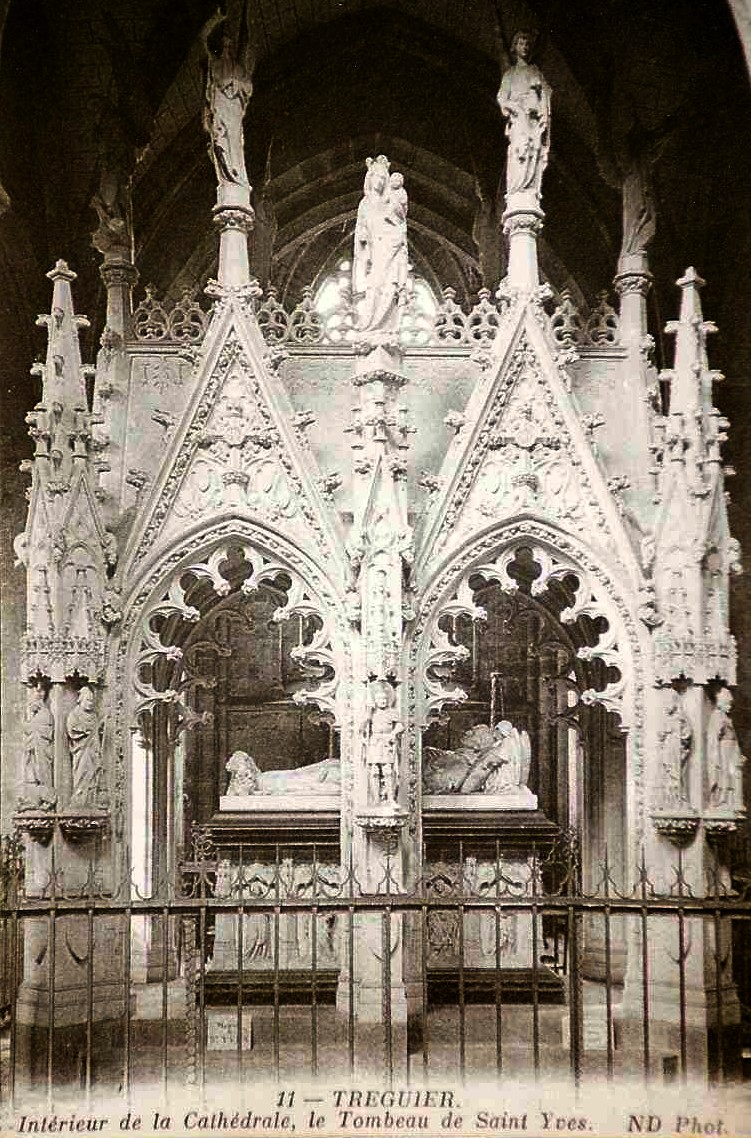
Cénotaphe de saint Yves en la cathédrale Saint-Tugdual de Tréguier.

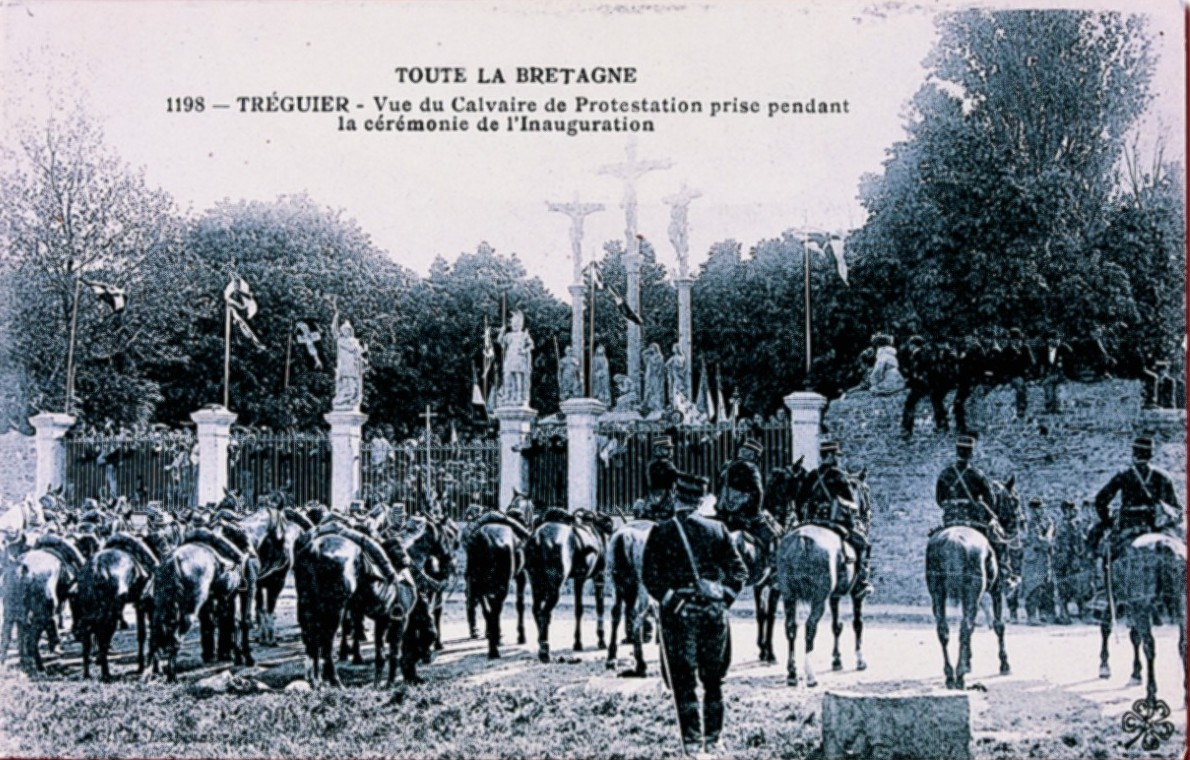
Le calvaire de réparation de Tréguier.
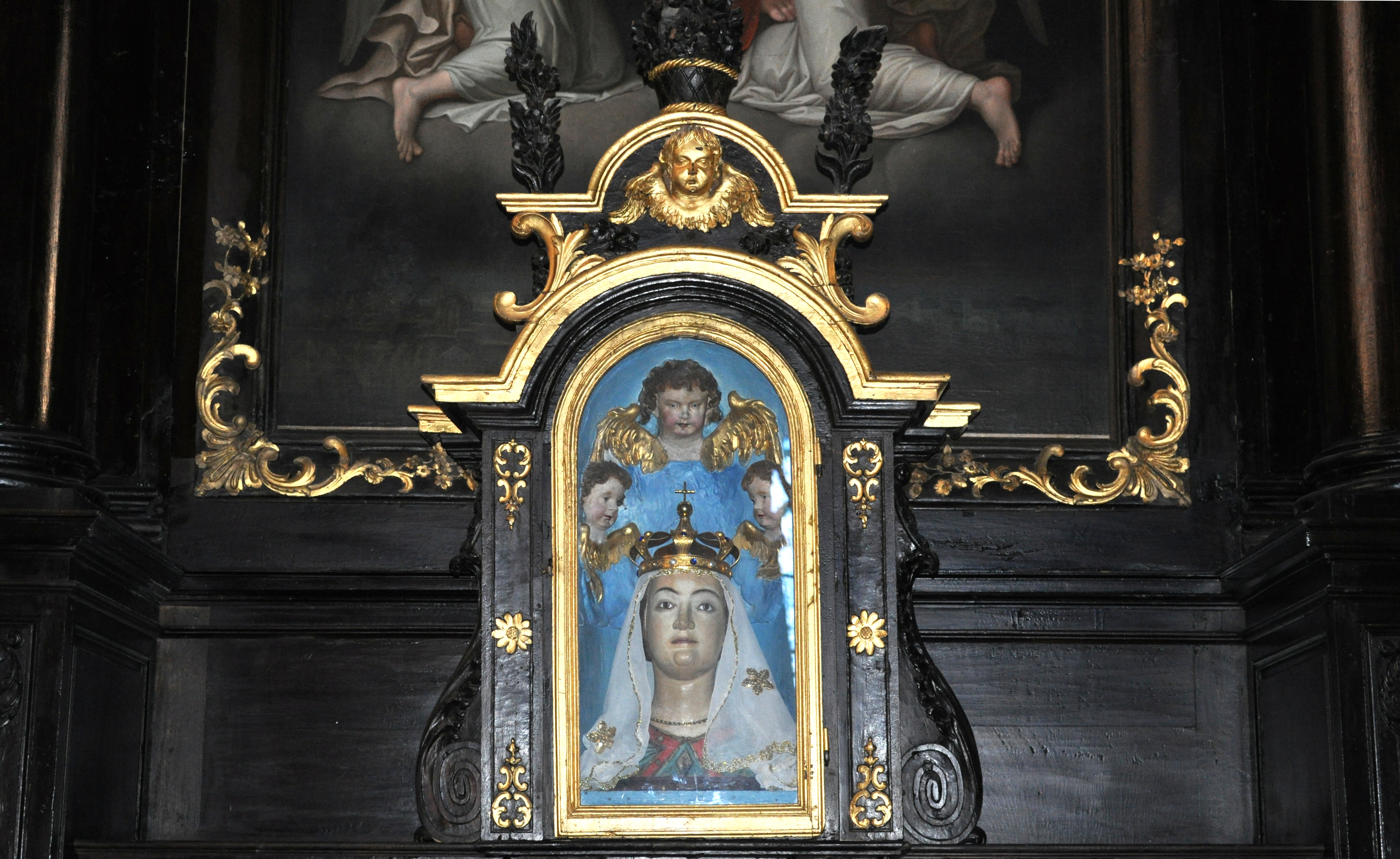
Buste de Notre-Dame-du-Roncier de Rostrenen.

## Armes
D'azur au calice d'or.